# لاول شرمن
لاول شرمن (انگلیسی: Lowell Sherman؛ ‏ ۱۱ اکتبر ۱۸۸۵ – ۲۸ دسامبر ۱۹۳۴) کارگردان و هنرپیشه اهل ایالات متحده آمریکا بود.

## فیلم‌شناسی
- آن زن به او بد کرد (۱۹۳۳) (کارگردان)
- شکوه صبح (۱۹۳۳) (کارگردان)
- هالیوود که دیگر بدرد نمی‌خورد (۱۹۳۲) (بازیگر)
- مالی ئو (۱۹۲۱) (بازیگر)